# Атнагулов, Салахетдин Садриевич
Салахетдин Садриевич Атнагулов (Салах Садреевич Атнагулов; баш. Сәләхетдин Саҙрый улы Атнағолов, тат. Сәлахетдин Садрый улы Атнаголов; 1893—1937) — татарский писатель, деятель Башкирского национального движения.

## Биография
Атнагулов Салахетдин Садриевич родился в 1893 году в деревне Суккулово Белебеевского уезда Уфимской губернии, ныне Ермекеевский район Башкортостана. По национальности башкир.
В 1916 году окончил обучение в медресе «Галия» и начал там работать преподавателем. В то же время работал редактором газет «Ирек» и «Безнен юл».
В августе 1917 года принимал участие в работе II Всебашкирского курултая (съезда) в г. Уфе.
С августа 1917 года по ноябрь 1918 года — членом Башкирского центрального (областного) шуро (совета), а с декабря 1917 года по июнь 1918 года являлся его председателем.
Вместе с А.-З. Валидовым Салахетдин Садриевич являлся одним из наиболее видных башкирских лидеров, которые выступали против растворения Башкирского национального движения в общемусульманском движении.
В то же время с ноября 1917 года по декабрь 1918 года — секретарь Национального собрания мусульман тюрко-татар внутренней России и Сибири, с января 1918 года — секретарь и казначей Коллегии по осуществлению Урало-Волжского штата, а с апреля по июнь являлся сотрудником Татаро-Башкирского комиссариата Уфимского губернского Совета народных комиссаров.
С марта по апрель 1919 года — председатель Уфимского губернского бюро коммунистов-мусульман и член Центрального бюро татаро-башкирских коммунистов. С лета 1919 года работал в Москве член Центрального бюро коммунистических организаций народов Востока при ЦК РКП(б), редактором газеты «Кызыл яу» («Красная Армия»). С 1920 года являлся заведующим культуры совета профсоюзов ТАССР.
С 1922 года работал редактором газеты «Эшче» («Рабочий»), а с 1925 года — газеты «Кызыл Татарстан» («Красная Татария») и главным редактором Татгосиздательства.
В 1927—1929 гг. являлся председателем Академического центра Народного комиссариата просвещения ТАССР, а в 1933—1935 гг. — преподавателем Татарского педагогического института.
В 1936 году подвергнут репрессиям. Был обвинён в связях с троцкистами и расстрелян. В 1956 году был реабилитирован.
Жена: Зухра Сулеймановна Мустафина.
Дети: Чечкэ Салаховна Мустафина — математик, Гулкэй Салаховна Гатина, Виль Салахович Мустафин — поэт и математик.
Внуки: Адель Вильевич Мустафин (Гатин) — спортсмен водно-моторник, Эрнест Вилевич Мустафин, Артур Вилевич Мустафин врач и музыкант.

## Научная и творческая деятельность
Научные труды посвящены исследованиям по истории Башкортостана и татарскому языку. Критиковал с большевистских позиций мусульманский национал-коммунизм М. Х. Султан-Галиева («султангалиевщину»).
Является автором рассказов и повестей на татарском языке «Юный шахтёр» (1925), «Гарантированная любовь» (1927), «За горой Каф» (1928) и других.

### Научные труды
- Башкирия. — М.; Л.: Госиздат, 1925. — 123 с.
- Правила орфографии татарского литературного языка. — Казань, 1934 (совм. с Г. Х. Алпаровым, Ш. Рамазановым)
- Soltangaliefchelken tarikhi tamrlary (Ист. корни султангалиевщины) // Kontr-Revolutsion Soltangaliefchelkke Karshy. — Kazan, 1930. S. 35-40.